# Matt Mahan
Matt Mahan (San Francisco, 27 febbraio 1982) è un politico e imprenditore statunitense, sindaco di San Jose (California) dal 2023. In precedenza è stato membro del consiglio del distretto 10 in rappresentanza dei quartieri di Almaden Valley, Blossom Valley e Vista Park.

## Biografia
Mahan è cresciuto a Watsonville, in California. Ha frequentato il Bellarmine College Preparatory, dove aveva precedentemente frequentato suo zio, lo sviluppatore immobiliare californiano Ed Thrift, con una borsa di studio per redditi bassi.

### Carriera
All'inizio del 2020, Mahan ha partecipato alla gara del distretto 10 del Consiglio comunale di San Jose. Ha vinto con il 58% dei voti e nel gennaio 2021 ha prestato giuramento come membro del Consiglio del Distretto 10.  
Nel settembre 2021, Mahan è diventato candidato a sindaco di San Jose, concentrandosi su una piattaforma di responsabilità nel governo; il suo programma  è principalmente basato sulla lotta alla criminalità e gli aiuti per i senzatetto.
Si è opposto a un accordo dell'agosto 2023 con i sindacati municipali di San Jose che aumentava i salari dei dipendenti e aumentava il congedo parentale retribuito, sostenendo che l'aumento dei costi avrebbe portato a un deficit di bilancio e avrebbe costretto la città a tagliare i servizi. L'accordo non richiedeva la sua approvazione per entrata in vigore.